# Чухломинский
 Чухломинский — железнодорожная станция в Кировской области. Входит в состав муниципального образования «Город Киров»

## География
Расположена на расстоянии примерно 9 км по прямой на юго-запад от железнодорожного вокзала Киров-Котласский у железнодорожной линии Котельнич-Киров.

## История
Известна с 1671 года как починок Федотка Чюхломина с 1 двором, в 1764 году здесь 26 жителей, в 1802 7 дворов. В 1873 году (Починок Чухломинский или Решетники) дворов 7 и жителей 39, в 1905 6 и 26. В 1939 это уже разъезд, в 1950 хозяйств 7 и жителей 64, в 1989 27 жителей. Административно подчиняется Ленинскому району города Киров.

## Население
Постоянное население составляло 28 человек (русские 96%) в 2002 году, 17 в 2010.